# Endgame (альбом Rise Against)
Endgame — шестой студийный альбом американской группы Rise Against, выпущен 15 марта 2011 года на DGC Records и Interscope Records. Rise Against начали работу над альбомом в сентябре 2010 года, после завершения тура в поддержку своего предыдущего альбома Appeal to Reason в середине 2010 года. Альбом дебютировал в Billboard 200 на второй позиции, что до сих пор является лучшим результатом группы.

## Об альбоме
Группа начала работу над альбомом в сентябре 2010 года, после завершения тура в поддержку своего предыдущего альбома Appeal to Reason, в середине 2010 года. Первый сингл с альбома «Help Is on the Way» дебютировал на радиостанциях KROQ и KKDO 17 января 2011 года и был выпущен группой на MySpace и цифровых носителях 25 января 2011 года.

## Список композиций
Все тексты написаны Тимом Макилротом, вся музыка написана Тимом Макилротом, Джо Принсайпом, Брэндоном Барнсом и Заком Блэром.
| №   | Название                              | Длительность |
| --- | ------------------------------------- | ------------ |
| 1.  | «Architects»                          | 3:42         |
| 2.  | «Help Is on the Way»                  | 3:57         |
| 3.  | «Make It Stop (September's Children)» | 3:55         |
| 4.  | «Disparity by Design»                 | 3:49         |
| 5.  | «Satellite»                           | 3:59         |
| 6.  | «Midnight Hands»                      | 4:18         |
| 7.  | «Survivor Guilt»                      | 4:00         |
| 8.  | «Broken Mirrors»                      | 3:55         |
| 9.  | «Wait for Me»                         | 3:40         |
| 10. | «A Gentlemen's Coup»                  | 3:46         |
| 11. | «This Is Letting Go»                  | 3:41         |
| 12. | «Endgame»                             | 3:24         |

| №   | Название   | Длительность |
| --- | ---------- | ------------ |
| 13. | «Lanterns» | 3:49         |

| №   | Название                      | Длительность |
| --- | ----------------------------- | ------------ |
| 14. | «The Good Left Undone» (Live) | 3:02         |

## Участники записи
Rise Against
- Тим Макилрот — вокал, ритм-гитара
- Джо Принсипи — бас-гитара, бэк-вокал
- Брэндон Барнс — ударные, перкуссия
- Зак Блэр — гитара, бэк-вокал

Дополнительный персонал
- Мэтт Скиба (of Alkaline Trio) — backing vocals[1] on «Midnight Hands»
- Chad Price (of ALL) — backing vocals on «Broken Mirrors»
- Travis Stevenson — backing vocals on «Make It Stop (September’s Children)»
- Maddie Stevenson — backing vocals on «Make It Stop (September’s Children)»
- Stacie Stevenson — backing vocals on «Make It Stop (September’s Children)»
- Tess Young — backing vocals on «Make It Stop (September’s Children)»
- Jade Reese — backing vocals on «Make It Stop (September’s Children)»
- Kaullin Sigward — backing vocals on «Make It Stop (September’s Children)»

Продюсеры
- Bill Stevenson — production, engineering
- Jason Livermore — production, engineering
- Sean Demey — engineering
- Justin Berlin — engineering, additional production
- Chris Lord-Alge — mixing
- Ted Jensen — mastering
- Brad Townsend — additional mix engineering
- Johnathan Shubert — additional mix engineering
- Evan Hunt — photography